# Parafia Wniebowzięcia Najświętszej Maryi Panny w Sarbinowie (powiat koszaliński)
Parafia pw. Wniebowzięcia Najświętszej Maryi Panny w Sarbinowie – parafia należąca do dekanatu Mielno, diecezji koszalińsko-kołobrzeskiej, metropolii szczecińsko-kamieńskiej. Została utworzona w 27 lutego 1989 roku. 

## Miejsca święte

### Kościół parafialny
Kościół pw. Wniebowzięcia Najświętszej Maryi Panny w Sarbinowie
Kościół parafialny został wzniesiony w stylu neogotyckim w 1856 roku.